# Marcel Leclef
Marcel Jean Louis Marie Corneille Leclef (* 25. Juli 1909 in Antwerpen; † nach 1956) war ein belgischer Bobfahrer.

## Karriere
Marcel Leclef belegte mit seinem Anschieber George Niels bei den Olympischen Winterspielen 1948 den zehnten Platz im Zweierbob-Wettkampf. Bei den Olympischen Winterspielen 1952 und 1956 ging er mit Albert Casteleyns an den Start. 1952 wurde das Duo Sechster und 1956 belegten sie Platz 13.
1979 wurde ihm der Olympische Orden in Bronze verliehen.